# Chernushka Nunatak
Chernushka Nunatak är en nunatak i Antarktis. Den ligger i Östantarktis. Norge gör anspråk på området. Toppen på Chernushka Nunatak är 1 640 meter över havet.
Terrängen runt Chernushka Nunatak är platt västerut, men österut är den kuperad. Trakten är obefolkad. Det finns inga samhällen i närheten. 